# Nightmare (film, 1956)
Pour plus de détails, voir Fiche technique et Distribution.
Nightmare est un film policier américain de 1956 réalisé par Maxwell Shane, avec en vedette Edward G. Robinson, Kevin McCarthy et Connie Russell.
L'histoire est basée sur un roman de William Irish. Le livre a été précédemment adapté au cinéma en 1947 sous le titre Fear in the Night (en), initialement intitulé Nightmare, également écrit et réalisé par Shane.

## Synopsis
Stan Grayson, clarinettiste de big band à La Nouvelle-Orléans vit un cauchemar dans lequel il se voit tuer un homme dans une pièce recouverte de miroirs, tandis qu'en fond sonore se joue une musique obsédante ressemblant à un chant funèbre. Il se réveille pour trouver du sang sur lui-même, des ecchymoses sur son cou et une clé du rêve dans sa main.
Grayson se confie à son beau-frère, le détective de police René Bressard. Plus tard, les deux hommes font un pique-nique à la campagne avec la petite amie de Grayson et la sœur de Bressard. Grayson les conduit à la maison vide de son rêve, et il commence à pleuvoir. Après avoir trouvé un tourne-disque et commencé à danser, la petite amie de Grayson se heurte au phonographe, changeant la vitesse. La musique ralentit et devient alors la chanson du cauchemar de Grayson. Ils découvrent alors que la maison contient une pièce en miroir comme dans le rêve de Grayson. Lorsqu'il découvre qu'un meurtre a bel et bien eu lieu, Bressard soupçonne Grayson.
Grayson, affolé et suicidaire, proteste de son innocence, ce qui pousse Bressard à creuser plus profondément. Ils apprennent qu'un hypnotiseur vivant dans l'immeuble de Grayson pourrait l'avoir amené à commettre le meurtre. Bressard doit maintenant prouver que, bien que Grayson ait commis le meurtre, il a agi contre sa volonté.

## Distribution
- Edward G. Robinson, René Bressard
- Kevin McCarthy : Stan Grayson
- Connie Russell : Gina, la petite amie de Grayson
- Virginia Christine : Sue Bressard
- Rhys Williams : adjoint Torrence
- Gage Clarke : Harry Britten
- Marian Carr : Madge Novick
- Barry Atwater : capitaine Warner
- Meade Lux Lewis : Meade
- Billy May et son orchestre :eux-mêmes

## Production
Le film est la première production de Pine-Thomas-Shane Productions, une nouvelle version de Pine-Thomas Productions, basée chez Paramount de 1940 à 1954. La société signe un contrat avec United Artists, mais William H. Pine meurt. Elle est renommée Pine-Thomas-Shane, reprenant le nom du scénariste de longue date Maxwell Shane, et celui de Howard Pine, le fils de William Pine. Le film est conçu comme le premier de trois films pour United Artists, les autres devant être Lincoln McEever et The Mountain Has No Shadow qui ne seront jamais produits. Le tournage commence le 31 octobre 1955.
Billy May et son orchestre jouent dans le film et fournissent la chanson thème Nightmare in New Orleans.
Bien qu' Edward G. Robinson ne joue pas l'hypnotiseur dans le film, il est présenté comme tel dans le matériel promotionnel du film.

## Réception
Dans une critique contemporaine pour le New York Times, le critique Milton Esterow qualifie le film de « mélodrame modeste avec quelques virages tordus mais des performances soignées ».
Le Los Angeles Times écrit : « Ses scènes d'ouverture sont efficaces, mais les choses se détraquent rapidement ».